# Йозеф Алоїз Кесслер
Йозеф Алоїз Кесслер (нім. Josef Alois Kessler; 12 серпня 1862, село Луй (Отроговка), Самарська губернія, Російська імперія — 10 січня 1933, Цинновіц, Німеччина) — архієпископ Римо-католицької церкви.

## Біографія
Йозеф Алоїз Кесслер народився 12 серпня 1862 року в селі Луй (Отроговка), Новоузенського повіту, Самарської губернії в родині німців-католиків. У 1889 році, після закінчення малої духовної семінарії в Саратові був посвячений у сан священика. Закінчив Санкт-Петербурзьку духовну академію зі ступенем магістра богослов'я. З 1889 року служив вікарієм парафії в Саратові й викладав у Московській духовній семінарії. Протягом наступних тринадцяти років слідували такі посади: в 1892 році — священик деканату Сімферополя, у 1895 році — священик деканату в Зульці, в 1899—1903 рр. — інспектор Семінарії в Саратові, у 1904 році — канонік приходу в Саратові.
1 квітня 1904 року він був призначений Тираспольським єпископом і 28 жовтня 1904 був зведений у сан єпископа Тираспольської єпархії з центром у Саратові. Під час єпископства життя єпархії стало жвавим і творчим. Єпископ Кесслер розширив духовну семінарію, заснував видавництво духовної літератури, підтримував діяльність ченців, відвідав усі деканати гігантської єпархії, і провів біля 75 000 миропомазань. Єпископ Кесслер освятив 31 новий храм.
14 серпня 1918 року, перед входом більшовиків у Саратов, єпископ Кесслер пішки покинув Саратов і пішов до Одеси. Коли нова влада зайняла місто, було знайдено послання єпископа, в якому він оголосив владу більшовиків владою антихриста й попередив людей, що той, хто буде співпрацювати з цією владою, буде відлучений від Церкви. Нова влада оголосила єпископа у всеросійський розшук. Єпископ таємно втік з Росії, перейшовши на територію Бессарабії (сьогоднішня Молдова), де він деякий час був священиком у селі Красна. У 1922 році він відвідав США, збираючи допомогу для голодуючих у Поволжі. Залишок життя він провів у місті Цинновіц, на Балтійському узбережжі Німеччини.
Єпископ Кесслер помер 9 грудня 1933 року, і був похований в Орнбау (Німеччина) поряд з іншим Тираспольським єпископом Францом Цоттманом.